# باشنیتسه
باشنیتسه (به چکی: Bašnice) یک منطقهٔ مسکونی در جمهوری چک است که در شهرستان ییچین واقع شده‌است.